# Исаков, Нестор Михайлович
Не́стор Миха́йлович Иса́ков (16 февраля 1920, Захарово, Уржумский уезд, Вятская губерния, РСФСР ― 9 декабря 1982, Каменское, Днепропетровская область, Украинская ССР, СССР) ― советский военный деятель. В годы Великой Отечественной войны ― офицер 966 артиллерийского полка 383 стрелковой дивизии на 1 Белорусском фронте (1941―1943), начальник связи 28 отдельного самоходно-артиллерийского дивизиона, капитан (1943―1945). Полковник (1960). Кавалер ордена Ленина (1944). Член ВКП(б) с 1943 года.

## Биография
Родился 16 февраля 1920 года в дер. Захарово ныне Сернурского района Марий Эл.
В сентябре 1939 года призван в РККА. Участник Великой Отечественной войны: с 1941 года ― офицер 966 артиллерийского полка 383 стрелковой дивизии на 1 Белорусском фронте, с 1943 года ― начальник связи 28 отдельного самоходно-артиллерийского дивизиона, капитан. Умелый организатор работ. В 1943 году с группой на БТР ворвался в траншеи противника, зажёг свет и в упор расстрелял гитлеровцев. В 1945 году на подступах к Берлину заменил выбывшего командира СУ-76 и точным огнём нанёс большой урон противнику, который, бросая технику и вооружение, отступил. Был ранен. В 1943 году принят в ВКП(б). Награждён орденами Ленина, Красного Знамени, Отечественной войны I и II степени и медалями, в том числе дважды ― медалью «За отвагу».
Завершил военную службу в ноябре 1960 года в звании полковника. Награждён орденом Красной Звезды и медалями, в том числе медалью «За боевые заслуги».
Ушёл из жизни 9 декабря 1982 года в Каменском Днепропетровской области Украинской ССР, похоронен там же.

## Боевые награды
- Орден Ленина (16.05.1944)[1]
- Орден Красного Знамени (13.06.1945)[1]
- Орден Отечественной войны I степени (11.04.1945)[1]
- Орден Отечественной войны II степени (30.08.1943)[1][5]
- Орден Красной Звезды (05.11.1954)
- Медаль «За отвагу» (04.11.1943; 15.06.1944)[1]
- Медаль «За боевые заслуги» (15.11.1950)
- Медаль «За оборону Кавказа»
- Медаль «За победу над Германией в Великой Отечественной войне 1941—1945 гг.»
- Медаль «За взятие Берлина»
- Медаль «За освобождение Варшавы»
- Медаль «За воинскую доблесть. В ознаменование 100-летия со дня рождения Владимира Ильича Ленина»